# Кирил Попов (икономист)
Вижте пояснителната страница за други личности с името Кирил Попов.
Кирил Георгиев Попов е български икономист, статистик и математик, дописен член на Българска академия на науките. Основоположник е на статистиката в България.

## Биография
Роден е на 25 декември 1870 г. във Варна. Според първични източници от пресата е роден през 1865 г.
През 1895 г. завършва математика във Висшето училище в София. През 1896 г. е директор на Статистическото бюро при Министерство на търговията и земеделието. Допринася за развитието и превръщането му в Главна дирекция на статистиката. През 1910 г. създава Върховния статистически съвет. Започва редовни цялостни статистически публикации, като организира издаването на „Месечни статистически известия на Главна дирекция на статистиката на Българското царство“ и на статистическите годишници, включително и на други статистически издания свързани с преброяванията на населението, сградите, добитъка и др. Той е първият, който прави опит за изчисляване на националния доход на България за 1892 и 1911 г. През 1895 г. е сред учредителите на Българското икономическо дружество. В периода 1896 – 1914 г. е председател на настоятелството му. През 1903 г. става член-основател и председател на Чиновническото кооперативно спестовно-застрахователно дружество. В периода 1910 – 1921 г. е председател на Върховния съвет по труда на Министерство на търговията, промишлеността и труда. От 1919 до 1927 г. е член на Върховния съвет по труда на Министерство на търговията, промишлеността и труда. През 1920 г. е избран за професор в Свободния университет в София. От 1924 г. е почетен член на Унгарското статистическо дружество, а от 1925 г. – член на Международния статистически институт. Завещава имотите си на Българското икономическо дружество.
Умира на 6 май 1927 г. в Женева, Швейцария. Тленните му останки са пренесени в България и погребани в София.

## Публикации
Автор е на:
- „Село Каси-Лак. Опит за статистическо-икономическа монография“ (1909, в съавторство с П. Пенчев);
- „Кратък статистически сборник за всички страни в света“ (1907);
- „Стопанска България през 1911 г. Статистически изследвания“ (1916; 1920, на френски език).[1]